# Emília dos Santos Braga

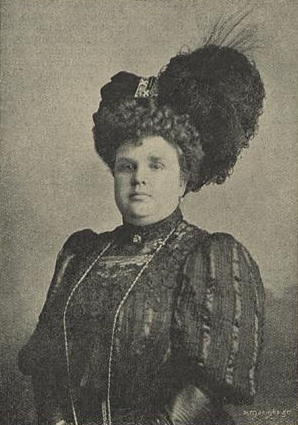
Emília dos Santos Braga in Illustração Portugueza, 1908

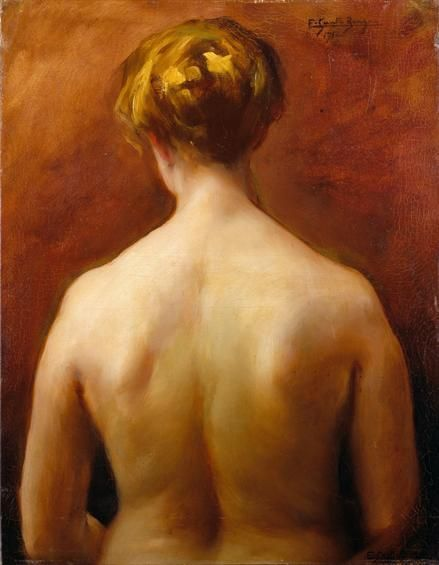
Emília dos Santos Braga: Nu, 1912, Öl auf Leinwand, heute im Museu de José Malhoa

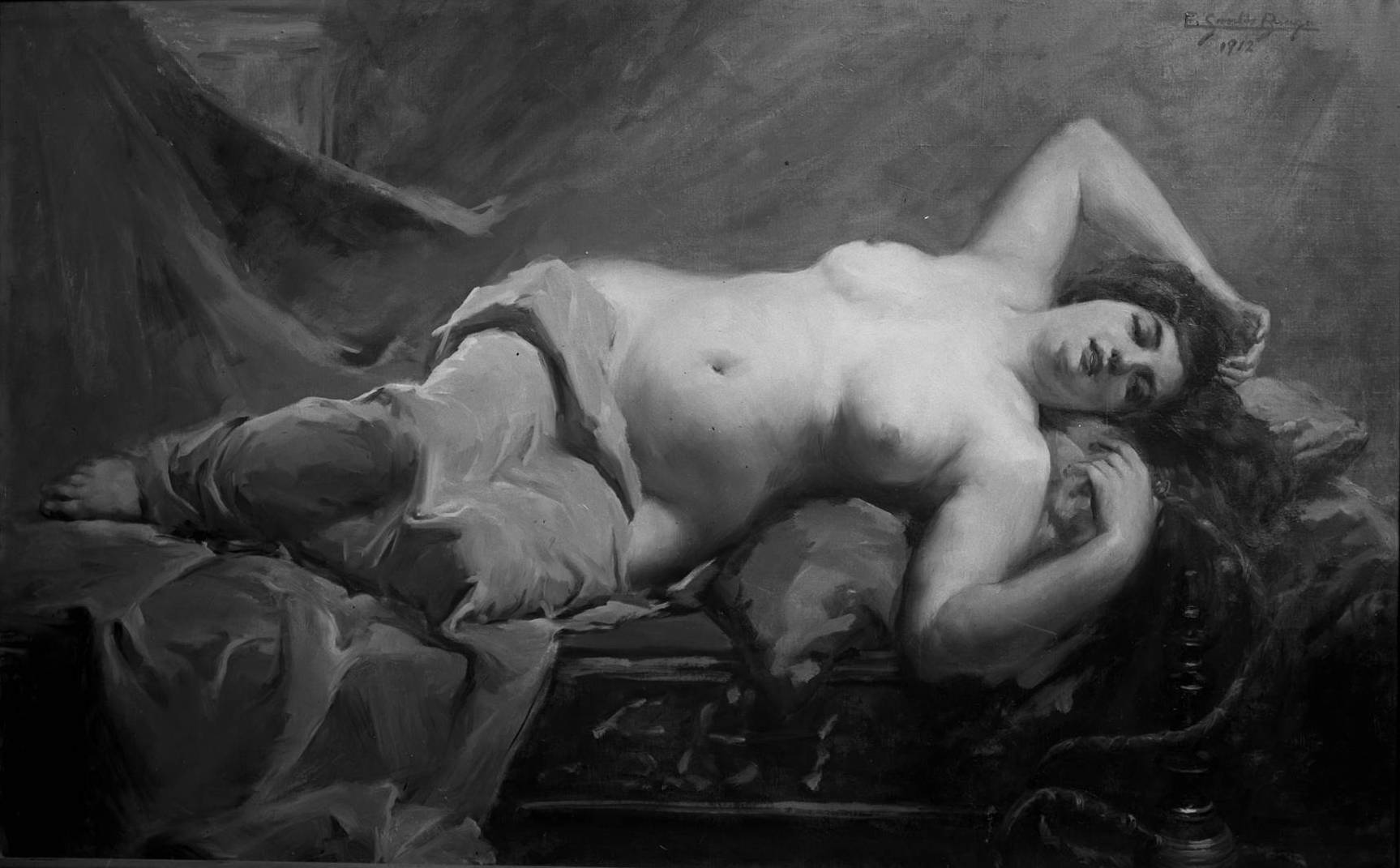
Emília dos Santos Braga: Fumadora de Ópio, 1912, Abbildung aus dem offiziellen Katalog der Exposição Nacional de Pintura, Madrid

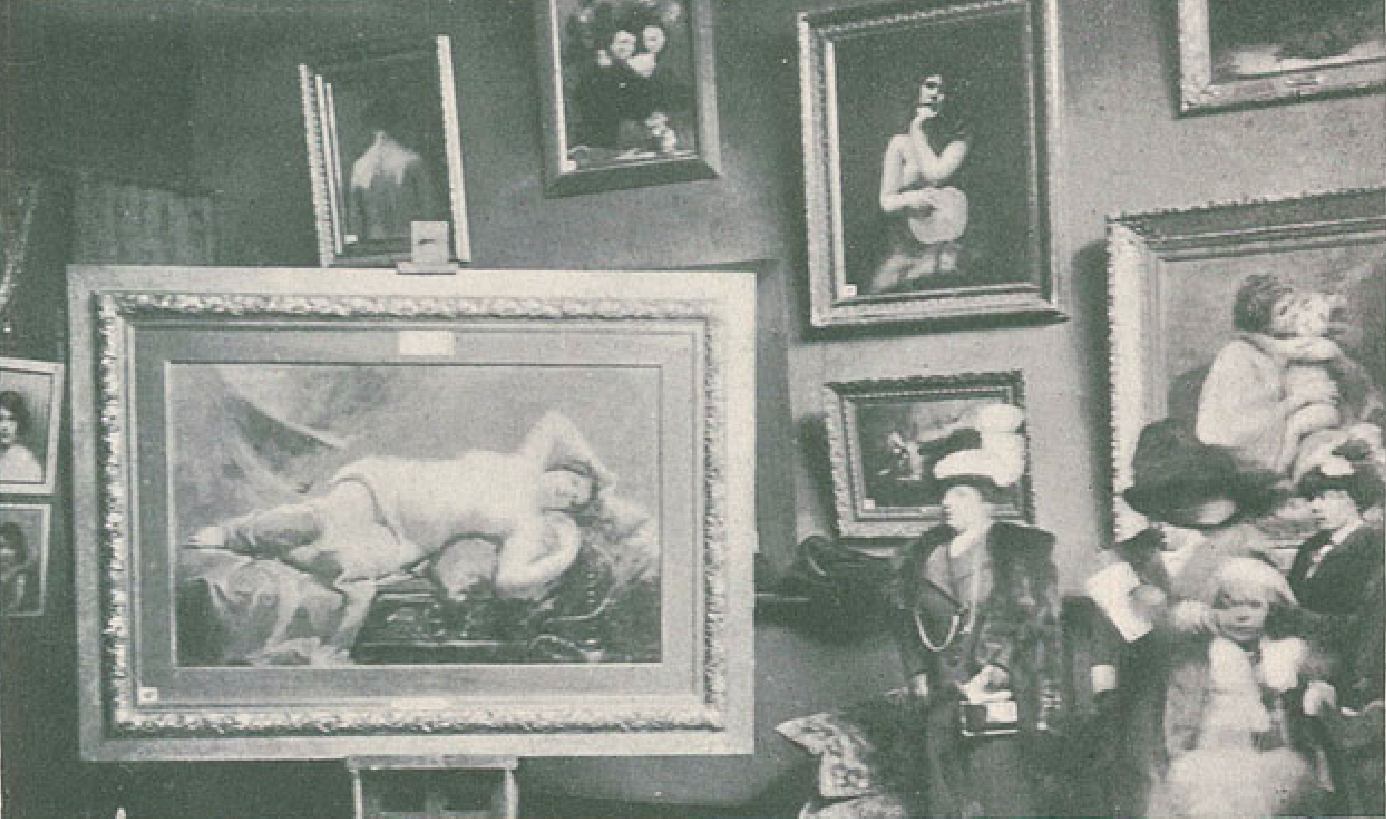
Fumadora de Ópio als Teil der von Ilustração Portuguesa 1913 organisierten Ausstellung; Aufnahmen zeigen, dass das Bild links oben beschädigt worden war.

Emília dos Santos Braga, geborene Emília Adelaide dos Santos e Silva (* 19. Februar 1867 in São Nicolau Lissabon; † 28. Dezember 1949 in Mártires, Lissabon) war eine portugiesische, naturalistische Malerin.

## Leben
Santos Braga wurde als Tochter des Militärchirurgen Carlos José dos Santos e Silva und seiner Frau Emília Adelaide Xavier, die beide aus Lissabon stammten, geboren. Sie wuchs in einem für die damalige Zeit liberalen familiären Umfeld auf, in dem sie und ihre beiden jüngeren Schwestern Virgínia Carlota Xavier dos Santos e Silva und Maria Laura dos Santos e Silva ermutigt wurden, zu malen und eine künstlerische Karriere zu verfolgen. Ihr Großvater väterlicherseits, Manuel Inocêncio Liberato dos Santos, ein gefeierter Komponist, spielte eine zentrale Rolle bei der Ermutigung seiner Enkelin zum Malen und Musizieren, da er ihr Klavier und Harfe beibrachte. Trotz der Liebe zur Musik galt ihre wahre Leidenschaft aber der Malerei. Ihr ältester Bruder, Carlos José dos Santos e Silva Júnior, ein Industrieller und Eigentümer einer Schießpulverfabrik, zeigte die Werke seiner Schwester seinen Künstlerfreunden und informierte seine Eltern darüber, wie sehr die Arbeit seiner Schwester geschätzt würde, was diese dazu veranlasste, die weitere künstlerische Laufbahn ihrer Tochter zu finanzieren.
Die Academia Real de Belas-Artes de Lisboa in Lissabon nahm bis 1896 keine Frauen zur Ausbildung auf, und ihre Eltern konnten es sich nicht leisten, dass sie nach Paris reiste, wie es bei den Töchtern der Lissabonner Elite oft der Fall war. Santos Braga und ihre Schwestern erhielten daher Privatunterricht bei José Moura Girão, einem Freund ihres Bruders und berühmten Maler. Emília war jedoch nicht zufrieden und wünschte sich José Malhoa als Lehrer, dessen Gemälde sie bewunderte. Ab 1888 war sie Malhoas Schülerin. 
Kurz darauf heiratete sie António Ferreira Braga, von dem sie ihren Nachnamen übernahm. Braga starb bereits am 3. Oktober 1903, ohne dass das Paar Kinder bekommen hatte.
Ab dem Jahr 1893 begann sie, ihre Werke auszustellen. Auf ihrer ersten Ausstellung zeigte sie zwei Porträts, von denen eines von König Karl I. erworben wurde, und sie erhielt eine Medalha de 3.ª Class, was für eine erste Teilnahme, zumal für eine Frau, unerhört war. Sie wurde lange als „Amateurin“ angesehen, aber zusammen mit dem Ruf ihres Lehrers Malhoa wuchs auch der ihre und sie bezeichnete sich immer als „Schülerin von Malhoa“. Die Kritiker begannen, ihre Arbeit zu schätzen und ihre raschen Fortschritte zu kommentieren. Ihre Bilder wurden mit denen anderer junger Malerinnen, insbesondere denen ihrer Schwestern, verglichen.
Im Jahr 1900 stellte sie zum ersten Mal außerhalb Portugals aus und zeigte vier Werke auf der Weltausstellung in Paris. 1901 wurde die Sociedade Nacional de Belas Artes Portugals gegründet, der Santos Braga sofort beitrat und dort ausstellte, Preise gewann (1.ª medalha, 1901) und weitere positive Kritiken erhielt. Zu dieser Zeit waren viele seiner Gemälde weibliche Akte oder Porträts sowie Darstellungen von Blumen und menschlichen Figuren. Malhoa veranstaltete in der Folgezeit Einzelausstellungen, in denen auch Werke einiger seiner Schüler gezeigt wurden, darunter die von Santos Braga.
Santos Braga begann 1904 mit dem Unterrichten von Frauen aus der Oberschicht Lissabons, die sie in ihrem Atelier aufsuchten. Drei ihrer Schülerinnen, Mily Possoz, Maria Helena Vieira da Silva und Eduarda Lapa, erlangten internationalen Erfolg.
Im Jahr 1908 stellte sie in Rio de Janeiro aus und hatte dann ihre erste Einzelausstellung in Lissabon mit Ölgemälden und anderen Arbeiten in Pastell und Kohlezeichnungen. Spätestens ab da wurde sie als eigenständige Künstlerin anerkannt. Zwischen 1911 und 1913 organisierte sie zwei Ausstellungen mit ihren eigenen Werken und denen ihrer Schülerinnen. Im Jahr 1912 nahm sie mit Fumadora de Ópio, einem Opium rauchenden, weiblichen Akt, an der Exposição Nacional de Belas Artes in Madrid teil und 1915 stellte sie auf der Panama-Pacific International Exposition in San Francisco aus.
Santos Bragas Gemälde waren kühn. Aktgemälde waren kein Teil des Kunstverständnisses der portugiesischen Gesellschaft am Beginn des Jahrhunderts, erst recht nicht gemalt von einer Frau. Insbesondere Bilder wie Fumadora de Ópio zeigen auch keine Anzeichen von weiblicher Bescheidenheit oder moralischer Missbilligung, sondern im Bild wird die Grenze zwischen der Verwerflichkeit einer Opiumhöhle und der Befreiung der Frau in einem Männern zugeordneten Vergnügen ausgelotet. Ihre Bilder erregten daher große Aufmerksamkeit. Die journalistischen Kritiker, die sie trotz des allgemein lobenden Tons erneut zu einer bloßen Schülerin von Malhoa abstempelten, sprachen zum Beispiel von einer Nacktheit, die „den Unmut über dickes, raues und kaltes Fleisch hervorruft“, so António Cobeira in der Zeitschrift Ocidente. Solche Kritiken führten auch dazu, dass sie später nur noch selten an Ausstellungen teilnahm.
Am 15. März 1913 heiratete sie in Lissabon erneut, Francisco Augusto Trindade Baptista, einen geschiedenen Landbesitzer aus Portimão. Er starb am 13. März 1938.
Im Jahr 1920 organisierte sie eine Ausstellung, in der nur drei ihrer eigenen Werke aber 36 ihrer Schülerinnen ausgestellt wurden. In den Jahren 1922 und 1924 nahm sie an internationalen Wettbewerben in New York und Rio de Janeiro teil. Im Jahr 1931 fand in Lissabon eine Retrospektive ihrer Werke statt. Ihr Mentor, José Malhoa, starb 1933, und nach seinem Tod nahm Santos Braga immer seltener an Ausstellungen teil.
Santos Braga starb 1949 in Lissabon im Alter von 82 Jahren an einer Hirnblutung. Sie wurde in der Familiengruft auf dem Cemitério dos Prazeres in Lissabon beigesetzt.